# 胡海岩
胡海岩（1956年10月—），男，原籍福州闽侯，生于上海，中国力学家。

## 生平
1982年毕业于山东工业大学（现已并入山东大学）力学专业，获理学学士。1984年毕业于该校固体力学专业，获工学硕士。1988年毕业于南京航空航天大学固体力学专业，获工学博士。历任德国Stuttgart大学洪堡基金研究员，美国杜克大学访问教授，南京航空航天大学校长、教授，北京理工大学校长、教授。

## 荣誉
2007年当选中国科学院院士，2010年当选第三世界科学院院士。

## 社会兼职
兼任国际理论与应用力学联盟（IUTAM）理事，中国力学学会理事长，中国航空学会副理事长，中国宇航学会副理事长。